# Megagonoscena
Megagonoscena är ett släkte av insekter. Megagonoscena ingår i familjen rundbladloppor.
Kladogram enligt Catalogue of Life:
| Megagonoscena | \| \| Megagonoscena gallicola \| \| \| \| \| \| Megagonoscena viridis \| \| \| \| |
|               | \| \| Megagonoscena gallicola \| \| \| \| \| \| Megagonoscena viridis \| \| \| \| |
|               | Megagonoscena gallicola                                                           |
|               |                                                                                   |
|               | Megagonoscena viridis                                                             |
|               |                                                                                   |